# Sam Heughan
Sam Heughan (n. 30 aprilie 1980, Balmaclellan⁠(d), Dumfries and Galloway, Scoția, Regatul Unit) este un actor scoțian de film, televiziune și de teatru. Este cel mai cunoscut pentru  rolul Jamie Fraser din serialul Starz SF-istoric Străina, rol pentru care a avut două nominalizări la Premiul Saturn.  

## Filmografie
| An   | Titlu                     | Rol        | Note        |
| ---- | ------------------------- | ---------- | ----------- |
| 2001 | Small Moments             | N/A        | Scurtmetraj |
| 2010 | Young Alexander the Great | Alexander  |             |
| 2013 | Emulsion                  | Ronny Maze |             |
| 2014 | Heart of Lightness        | Lyngstrand |             |
| 2016 | When the Starlight Ends   | Jacob      |             |

| An           | Titlu                                       | Rol                          | Note                                  |
| ------------ | ------------------------------------------- | ---------------------------- | ------------------------------------- |
| 2004         | Island at War                               | Philip Dorr                  | Miniserial TV; 5 episoade             |
| 2005         | River City                                  | Andrew Murray                | 3 episoade                            |
| 2006         | The Wild West                               | John Tunstall                | Miniserial; episodul: "Billy the Kid" |
| 2007         | Midsomer Murders                            | Ian King                     | Episodul: "King's Crystal"            |
| 2007         | Party Animals                               | Adrian Chapple               | 2 episoade                            |
| 2007         | Rebus                                       | Peter Carr                   | Episodul: "Knots and Crosses"         |
| 2007         | A Very British Sex Scandal                  | Edward McNally               | Film TV                               |
| 2009         | Breaking the Mould: The Story of Penicillin | Dr Charles Fletcher          | Film TV                               |
| 2009         | Doctors                                     | Scott Nielson                | 21 de episoade                        |
| 2010         | First Light                                 | Geoffrey 'Boy' Wellum        | Film TV                               |
| 2010         | Any Human Heart                             | Lieutenant McStay            | Episodul 2                            |
| 2011         | A Princess for Christmas                    | Prințul Ashton de Castlebury | Film TV                               |
| 2014–prezent | Outlander                                   | Jamie Fraser                 | Rol principal                         |